# پایاب

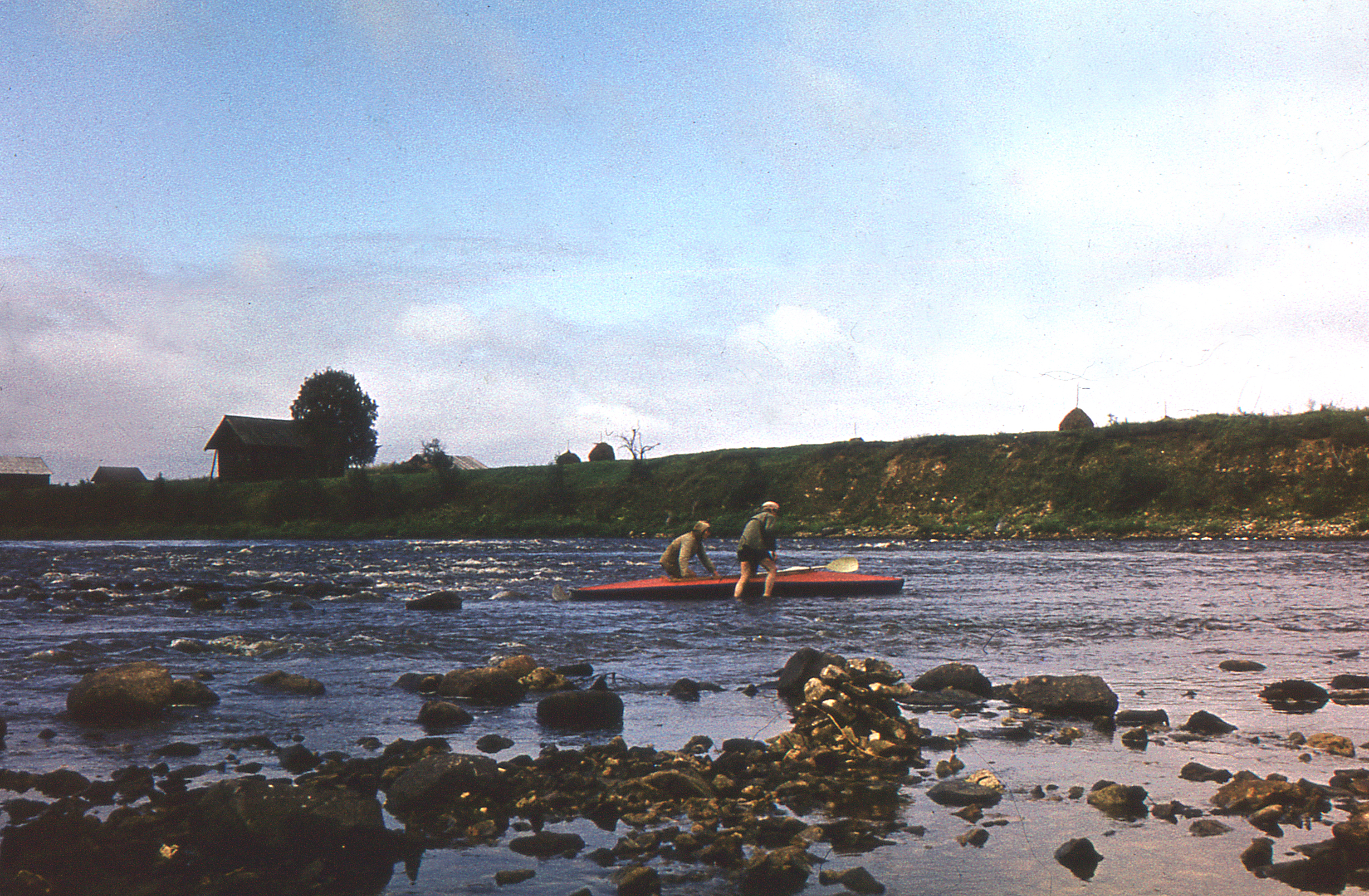
پایاب رود اُنگا

پایاب یا گُدار بخشی از رود یا هر ساختار آبی‌ست که کمترین گودی را داشته باشد. این بخش می‌تواند شانه‌های دو سوی رود یا بخشی از رود که به واسطه برآمدگی یا پهن شدن آب گودی کمی پیدا می‌کند را دربر گیرد. در زبان عامیانه گدار محلی کم عمق در رودخانه‌ای است که آب به سرعت از کنار صخره‌ها عبور می‌کند. معمولاً پایاب‌ها در رودپیچ‌ها بیشتر دیده می‌شوند، همچنین در بخش‌های پایین‌دستی رود که آب فضای زیادی برای پهن شدن بر روی زمین پیدا می‌کند. معمولاً پایاب‌ها زمینه مساعدی را برای انباشت بخشی از آبرُفت‌های رود فراهم می‌کنند.